# Velika nagrada Avstralije
Velika nagrada Avstralije je dirka za svetovno prvenstvo Formule 1. Trenutno jo gosti dirkališče Melbourne Grand Prix Circuit v Albert Parku, pred tem pa je potekalo na dirkališču Adelaide Grand Prix Cricuit v Adelaidi.
Velika nagrada Avstralije dolgo ni bila del prvenstva Formule 1, kljub temu da je gostila dirke že od leta 1928. Prvo dirko, ki je štela za svetovno prvenstvo Formule 1, pa je gostila šele v sezoni 1985.
Dirko je do sezone 1995 gostilo ulično dirkališče v mestu Adelaide, kjer je redno potekala kot zadnja dirka sezone. V sezoni 1986 je bila odločilna za naslov dirkaškega prvaka, ko so se za ta potegovali Alain Prost, Nelson Piquet in Nigel Mansell. Mansell je štartal z najboljšega položaja, potem pa mu je med dirko pri visoki hitrosti počila guma. Naslov si je z zmago zagotovil Prost. V sezoni 1994 je imel Michael Schumacher pred dirko le točko prednosti pred Damonom Hillom. Schumacher in Hill sta med dirko trčila. Schumacher je takoj odstopil, kmalu zatem pa po odstopu Hilla v boksih osvojil svoj prvi naslov dirkaškega prvaka. V naslednji sezoni 1995 se je v kvalifikacijah pred zadnjo dirko v mestu Adelaide pripetila nesreča, v kateri je Mika Häkkinen utrpel poškodbo glave.
V sezoni 1996 so dirko prestavili na ulično dirkališče v mestu Melbourne, kjer je od začetka do sezone 2005 redno potekala kot prva dirka sezone. V sezoni 2002 je kratko po štartu prišlo do množičnega trčenja in odstopa skoraj polovice dirkačev. Na koncu je domači dirkač Mark Webber v svojem prvem nastopu dosegel peto mesto, kljub temu, da je nastopal v nekonkurenčnem dirkalniku moštva Minardi in nabral dva kroga zaostanka za zmagovalcem.
V sezoni 2006 je bila tretja, v sezoni 2010 pa druga dirka na sporedu. V obeh primerih je bila prva na sporedu dirka za Veliko nagrado Bahrajna. Med sezonama 2011 in 2019 je znova redno potekala kot prva dirka sezone. Dirke v sezonah 2020 in 2021 zaradi pandemije koronavirusa ni bilo, medtem ko se je v sezoni 2022 vrnila kot tretja na sporedu. V sezoni 2025 je bila znova prva dirka na sporedu.
Velika nagrada Avstralije je eden najbolj obiskovanih dirkaških koncev tedna v Formuli 1. Leta 1995, ko se je dirka še odvijala v Adelaidi, je dirkaški konec tedna obiskalo približno 520.000 obiskovalcev, največ v zgodovini Formule 1. V sezoni 2025 je dirkaški konec tedna v Melbournu obiskalo 465.498 obiskovalcev, kar je četrti največji obisk v zgodovini Formule 1.

## Zmagovalci Velika nagrade Avstralije

### Večkratni zmagovalci (dirkači)
Štete so le prvenstvene dirke Formule 1
| Št. zmag | Dirkač             | Sezone                 |
| -------- | ------------------ | ---------------------- |
| 4        | Michael Schumacher | 2000, 2001, 2002, 2004 |
| 3        | Jenson Button      | 2009, 2010, 2012       |
| 3        | Sebastian Vettel   | 2011, 2017, 2018       |
| 2        | Alain Prost        | 1986, 1988             |
| 2        | Gerhard Berger     | 1987, 1992             |
| 2        | Ayrton Senna       | 1991, 1993             |
| 2        | Damon Hill         | 1995, 1996             |
| 2        | David Coulthard    | 1997, 2003             |
| 2        | Kimi Räikkönen     | 2003, 2013             |
| 2        | Lewis Hamilton     | 2008, 2015             |
| 2        | Nico Rosberg       | 2014, 2016             |

### Večkratni zmagovalci (moštva)
Štete so le prvenstvene dirke Formule 1
| Št. zmag | Moštvo   | Sezone                                                                 |
| -------- | -------- | ---------------------------------------------------------------------- |
| 12       | McLaren  | 1986, 1988, 1991, 1992, 1993, 1997, 1998, 2003, 2008, 2010, 2012, 2025 |
| 11       | Ferrari  | 1987, 1999, 2000, 2001, 2002, 2004, 2007, 2017, 2018, 2022, 2024       |
| 5        | Williams | 1985, 1989, 1994, 1995, 1996                                           |
| 4        | Mercedes | 2014, 2015, 2016, 2019                                                 |
| 2        | Renault  | 2005, 2006                                                             |
| 2        | Red Bull | 2011, 2023                                                             |

### Po sezonah
Roza ozadje označuje dirke, ki niso štele za prvenstvo Formule 1.
| Leto | Dirkač                     | Moštvo                     | Dirkališče        | Poročilo |
| ---- | -------------------------- | -------------------------- | ----------------- | -------- |
| 2025 | Lando Norris               | McLaren-Mercedes           | Melbourne         | Poročilo |
| 2024 | Carlos Sainz Jr.           | Ferrari                    | Melbourne         | Poročilo |
| 2023 | Max Verstappen             | Red Bull Racing-Honda RBPT | Melbourne         | Poročilo |
| 2022 | Charles Leclerc            | Ferrari                    | Melbourne         | Poročilo |
| 2019 | Valtteri Bottas            | Mercedes                   | Melbourne         | Poročilo |
| 2018 | Sebastian Vettel           | Ferrari                    | Melbourne         | Poročilo |
| 2017 | Sebastian Vettel           | Ferrari                    | Melbourne         | Poročilo |
| 2016 | Nico Rosberg               | Mercedes                   | Melbourne         | Poročilo |
| 2015 | Lewis Hamilton             | Mercedes                   | Melbourne         | Poročilo |
| 2014 | Nico Rosberg               | Mercedes                   | Melbourne         | Poročilo |
| 2013 | Kimi Räikkönen             | Lotus                      | Melbourne         | Poročilo |
| 2012 | Jenson Button              | McLaren-Mercedes           | Melbourne         | Poročilo |
| 2011 | Sebastian Vettel           | Red Bull-Renault           | Melbourne         | Poročilo |
| 2010 | Jenson Button              | McLaren-Mercedes           | Melbourne         | Poročilo |
| 2009 | Jenson Button              | Brawn-Mercedes             | Melbourne         | Poročilo |
| 2008 | Lewis Hamilton             | McLaren-Mercedes           | Melbourne         | Poročilo |
| 2007 | Kimi Räikkönen             | Ferrari                    | Melbourne         | Poročilo |
| 2006 | Fernando Alonso            | Renault                    | Melbourne         | Poročilo |
| 2005 | Giancarlo Fisichella       | Renault                    | Melbourne         | Poročilo |
| 2004 | Michael Schumacher         | Ferrari                    | Melbourne         | Poročilo |
| 2003 | David Coulthard            | McLaren-Mercedes           | Melbourne         | Poročilo |
| 2002 | Michael Schumacher         | Ferrari                    | Melbourne         | Poročilo |
| 2001 | Michael Schumacher         | Ferrari                    | Melbourne         | Poročilo |
| 2000 | Michael Schumacher         | Ferrari                    | Melbourne         | Poročilo |
| 1999 | Eddie Irvine               | Ferrari                    | Melbourne         | Poročilo |
| 1998 | Mika Häkkinen              | McLaren-Mercedes           | Melbourne         | Poročilo |
| 1997 | David Coulthard            | McLaren-Mercedes           | Melbourne         | Poročilo |
| 1996 | Damon Hill                 | Williams-Renault           | Melbourne         | Poročilo |
| 1995 | Damon Hill                 | Williams-Renault           | Adelaide          | Poročilo |
| 1994 | Nigel Mansell              | Williams-Renault           | Adelaide          | Poročilo |
| 1993 | Ayrton Senna               | McLaren-Ford               | Adelaide          | Poročilo |
| 1992 | Gerhard Berger             | McLaren-Honda              | Adelaide          | Poročilo |
| 1991 | Ayrton Senna               | McLaren-Honda              | Adelaide          | Poročilo |
| 1990 | Nelson Piquet              | Benetton-Ford              | Adelaide          | Poročilo |
| 1989 | Thierry Boutsen            | Williams-Renault           | Adelaide          | Poročilo |
| 1988 | Alain Prost                | McLaren-Honda              | Adelaide          | Poročilo |
| 1987 | Gerhard Berger             | Ferrari                    | Adelaide          | Poročilo |
| 1986 | Alain Prost                | McLaren-TAG                | Adelaide          | Poročilo |
| 1985 | Keke Rosberg               | Williams-Honda             | Adelaide          | Poročilo |
| 1984 | Roberto Moreno             | Ralt-Cosworth              | Calder            | Poročilo |
| 1983 | Roberto Moreno             | Ralt-Cosworth              | Calder            | Poročilo |
| 1982 | Alain Prost                | Ralt-Cosworth              | Calder            | Poročilo |
| 1981 | Roberto Moreno             | Ralt-Cosworth              | Calder            | Poročilo |
| 1980 | Alan Jones                 | Williams-Cosworth          | Calder            | Poročilo |
| 1979 | Johnnie Walker             | Lola-Chevrolet             | Wanneroo          | Poročilo |
| 1978 | Graham McRae               | McRae-Chevrolet            | Sandown Park      | Poročilo |
| 1977 | Warwick Brown              | Lola-Chevrolet             | Oran Park Raceway | Poročilo |
| 1976 | John Goss                  | Matich-Repco               | Sandown Park      | Poročilo |
| 1975 | Max Stewart                | Lola-Chevrolet             | Surfers Paradise  | Poročilo |
| 1974 | Max Stewart                | Lola-Chevrolet             | Oran Park Raceway | Poročilo |
| 1973 | Graham McRae               | McRae-Chevrolet            | Sandown Park      | Poročilo |
| 1972 | Graham McRae               | Leda-Chevrolet             | Sandown Park      | Poročilo |
| 1971 | Frank Matich               | McLaren-Repco              | Warwick Farm      | Poročilo |
| 1970 | Frank Matich               | McLaren-Repco              | Warwick Farm      | Poročilo |
| 1969 | Chris Amon                 | Ferrari                    | Lakeside          | Poročilo |
| 1968 | Jim Clark                  | Lotus-Cosworth             | Sandown Park      | Poročilo |
| 1967 | Jackie Stewart             | BRM                        | Warwick Farm      | Poročilo |
| 1966 | Graham Hill                | BRM                        | Lakeside          | Poročilo |
| 1965 | Bruce McLaren              | Cooper-Climax              | Longford          | Poročilo |
| 1964 | Jack Brabham               | Brabham-Climax             | Sandown Park      | Poročilo |
| 1963 | Jack Brabham               | Brabham-Climax             | Warwick Farm      | Poročilo |
| 1962 | Bruce McLaren              | Cooper-Climax              | Caversham         | Poročilo |
| 1961 | Lex Davidson               | Cooper-Climax              | Mallala           | Poročilo |
| 1960 | Alec Mildren               | Cooper-Maserati            | Lowood            | Poročilo |
| 1959 | Stan Jones                 | Maserati                   | Longford          | Poročilo |
| 1958 | Lex Davidson               | Ferrari                    | Bathurst          | Poročilo |
| 1957 | Lex Davison Bill Patterson | Ferrari                    | Caversham         | Poročilo |
| 1956 | Stirling Moss              | Maserati                   | Albert Park       | Poročilo |
| 1955 | Jack Brabham               | Cooper-Bristol             | Port Wakefield    | Poročilo |
| 1954 | Lex Davidson               | HWM-Jaguar                 | Southport         | Poročilo |
| 1953 | Doug Whiteford             | Talbot-Lago                | Albert Park       | Poročilo |
| 1952 | Doug Whiteford             | Talbot-Lago                | Bathurst          | Poročilo |
| 1951 | Warwick Pratley            | George Reed Special        | Narrogin          | Poročilo |
| 1950 | Doug Whiteford             | Ford                       | Nuriootpa         | Poročilo |
| 1949 | John Crouch                | Delahaye                   | Leyburn           | Poročilo |
| 1948 | Frank Pratt                | BMW                        | Point Cook        | Poročilo |
| 1947 | Bill Murray                | MG                         | Bathurst          | Poročilo |
| 1939 | Alan Tomlinson             | MG                         | Lobethal          | Poročilo |
| 1938 | Peter Whitehead            | ERA                        | Bathurst          | Poročilo |
| 1937 | Les Murphy                 | MG                         | Victor Harbor     | Poročilo |
| 1935 | Les Murphy                 | MG                         | Phillip Island    | Poročilo |
| 1934 | Bob Lea-Wright             | Singer                     | Phillip Island    | Poročilo |
| 1933 | Bill Thompson              | Riley                      | Phillip Island    | Poročilo |
| 1932 | Bill Thompson              | Bugatti                    | Phillip Island    | Poročilo |
| 1931 | Carl Junker                | Bugatti                    | Phillip Island    | Poročilo |
| 1930 | Bill Thompson              | Bugatti                    | Phillip Island    | Poročilo |
| 1929 | Arthur Terdich             | Bugatti                    | Phillip Island    | Poročilo |
| 1928 | Arthus Waite               | Austin                     | Phillip Island    | Poročilo |